# دانيال راي كوستيلو
دانيال راي كوستيلو (بالإنجليزية: Daniel Rae Costello)‏ هو عازف قيثارة ومغني وكاتب أغاني فيجي، ولد في 1961 في سوفا في فيجي وتوفي في 22 يوليو 2019.

## وصلات خارجية
- دانيال راي كوستيلو على موقع ميوزك برينز (الإنجليزية)
- دانيال راي كوستيلو على موقع أول ميوزيك (الإنجليزية)
- دانيال راي كوستيلو على موقع ديسكوغز (الإنجليزية)

- الموقع الرسمي